# Guineadue
Guineadue (latin: Columba guinea) er en dueart, der lever i det subsahariske Afrika.